# اسکار سیگتی
اسکار سیگتی (مجاری: Oszkár Szigeti; ۱۰ سپتامبر ۱۹۳۳ – ۶ مهٔ ۱۹۸۳) بازیکن فوتبال اهل مجارستان بود.
وی همچنین در تیم ملی فوتبال مجارستان بازی کرده‌است.